# 羅漢鞋

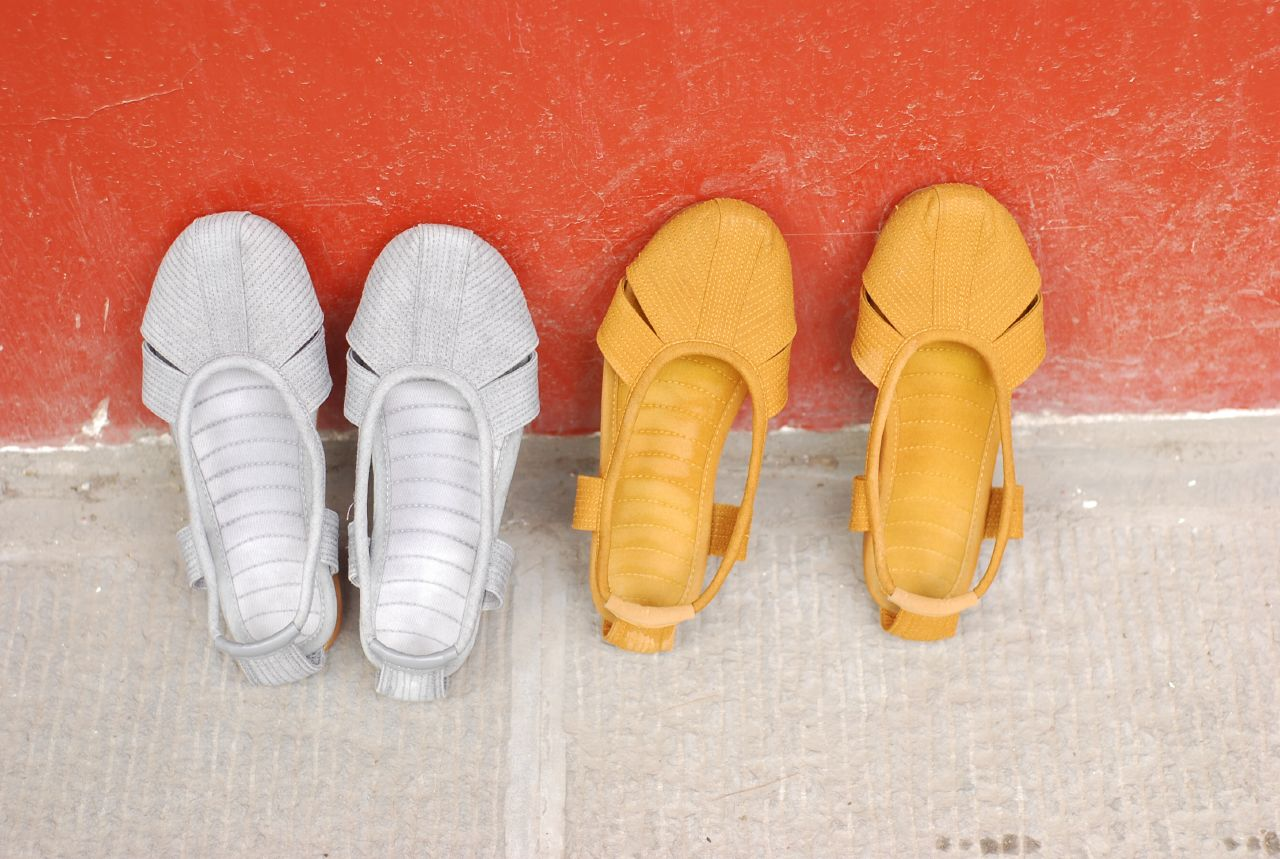
现代的羅漢鞋

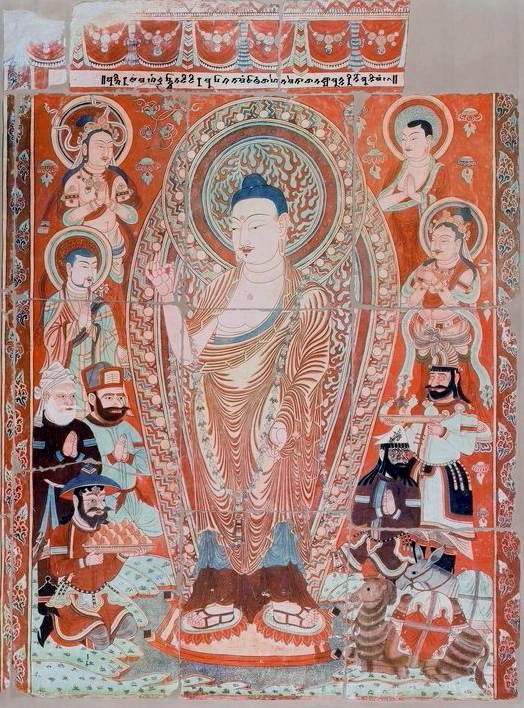
柏孜克里克千佛洞壁画上穿罗汉鞋的佛像

羅漢鞋是現代中國漢傳佛教僧侶所穿的一種僧鞋，最常見的一種是仿照中國傳統的草鞋製作，鞋面除腳尖部分外有六個孔，顏色有黑、灰、黃、褐等色。亦有鞋面全部無孔，僅在前端縫一硬樑者。 
羅漢鞋的孔本來只是模仿傳統草鞋的形制，後來有人衍生出這樣的解讀──羅漢鞋的六個洞代表六入（一說六度），低頭看見自己穿著這對鞋在腳上，代表「看破放得下」。但對於「羅漢鞋」這名稱，釋暢懷表示佛教本無這名相，十八羅漢殿的羅漢，也沒有一個是穿所謂「羅漢鞋」的。